# Acide 6-aminopénicillanique
L'acide 6-aminopénicillanique (ou 6-APA) est un composé chimique bicyclique
. C'est le noyau de base des pénicillines.

## Structure
L'acide 6-aminopénicillanique est constitué d'un cycle bêta-lactame fusionné avec un hétérocyclique thioazoté à cinq atomes (thiazolidine) ; le cycle bêta-lactame porte une fonction amine et le cycle thiazolidine porte deux substituants méthyle et une fonction carboxyle.

## Utilisation
L'acide 6-aminopénicillanique est le noyau de base des pénicillines. 
Depuis les travaux de Doyle, Nayler et Rolinson, il est obtenu de la fermentation de la moisissure penicillium et est utilisé comme composé de départ dans la préparation de nombreuses pénicillines d'hémisynthèse.

## Préparation
Le 6-APA est préparé à partir de pénicilline G obtenue par fermentation. La chaine latérale est retirée par voie microbiologique, enzymatique, ou chimique comme ci-après.

Une méthode chimique de préparation du 6-APA a été proposée à partir de l'acide 6-(2-phénylacétamido)pénicillanique (ou pénicilline G) :

## Précautions
L'acide 6-aminopénicillanique peut réagir dangereusement avec les acides, les agents oxydants, les alcools, les sels de métaux lourds et le glycérol.